# Селивачёв, Владимир Иванович
Владимир Иванович Селивачёв (14 июня 1868 — 17 сентября 1919) — русский военачальник, генерал-лейтенант Русской императорской армии, военспец РККА.

## Биография
Потомственный военный, из дворян Новгородской губернии. Родители — штабс-капитан Иван Дмитриевич Селивачёв (1826—1870) и его супруга Ольга Васильевна, урождённая Беляева (1843—1919). Дед В. И. (вероятнее — прадед) «Дмитрей Селивачовъ» служил в гвардии фурьером, с 1781 г. — подпрапорщиком, каптенармусом, сержантом лейб-гвардии Преображенского полка, вышел в отставку по болезни в 1793 г. с присвоением капитанского чина.
Образование получил в Псковском кадетском корпусе (1886), 1-м Павловском училище (1888) и Николаевской академии Генштаба (1894). Выпущен в 147-й пехотный Самарский полк. Служил на штабных должностях.

### Русско-японская война
Участник русско-японской войны 1904—05 гг. 3-4 октября 1904, будучи командиром 3 батальона 88 пехотного полка, в бою за сопки Новгородскую и Путиловскую «свален ударом пули в ухо». С 11 апреля 1905 командир военно-санитарного парохода «Полезный». В 1906 — подполковник. Писал в дневнике, как читал солдатам Л. Н. Толстого — они любят короткие ясные истории. За отличия в боях с японцами награждён орденом и произведён в полковники. Имеет тяжёлое ранение головы.
С 9 января 1908 — командир 179 пехотного Усть-Двинского полка, в 1911 — командир полка в г. Сызрань, содействовал в строительстве полковой церкви, так как городская не могла вместить воинов (ныне она возрождена на территории Сызранского лётного училища). Со 2 ноября 1911 командует 4 Финляндским стрелковым полком 1 Финляндской стрелковой бригады, расквартированной в г. Тавастгус (ныне Хямеэнлинна, Финляндия). Генерал-майор (22.03.1914). Со 2 апреля 1914 начальник (согласно сведениям К.А. Залесского — командир) 4 Финляндской стрелковой бригады, с которой вступил в мировую войну.

### Первая мировая война
За успешные боевые действия на Юго-Западном фронте в феврале-мае 1915 у деревень Расохач и Гай-Вышний награждён 1.9.1915 орденом Св. Георгия 4-й степени, 10.11.1915 — Георгиевским оружием. В мае 1915 4-я Финляндская стрелковая бригада развернута в дивизию 22-го армейского корпуса. Отличилась в Журавненской операции в конце мая - начале июня 1915 г. 22.9.1916 — Генерал-лейтенант.
 6(19).8.1916 по собственной инициативе форсировал Стоход и захватил у Тополы Червищенский плацдарм, взяв 1146 пленных, 1 орудие, 4 миномёта и 18 пулемётов.
После Февральской революции 6.4.1917 назначен командиром 49-го Армейского корпуса, вошедшего в состав 11-й армии генерала А. Е. Гутора. Во время Июньского наступления 1917 19 июня (2 июля), имея в составе корпуса 82-ю пех., 4-ю и 6-ю Финляндские стрелковые дивизии и Чехословацкую бригаду, нанёс поражение IX австро-венгерскому корпусу у Зборова.
В разгар наступления 26 июня 1917 года стал командующим 7-й армией (комиссар от Временного правительства — Борис Савинков), сменив генерала Л. Н. Бельковича. После разгрома соседней 11-й армии, 8 (21) июля начал отвод армии. Южная германская армия продолжала давление по фронту армии, а Зборовская группа генерала А. фон Винклера, нанеся поражение 11-й армии двигалась в тыл армии. 9 (22) июля армия Селивачёва вышла на р. Серет, но закрепиться не смогла. Не удалась попытка закрыть разрыв XXXIV армейским корпусом, одновременно XXII АК самовольно покинул позиции.
10 (23) июля Селивачёв занял фронт в долине Стрыпы и Серета, имея в составе своей армии VI, XXII, XXXIV, XLI и VII Сибирский АК, на подходе находился II гвардейский корпус. В тот же день части Южной германской армии ген. Ф. фон Ботмера опрокинули XXXIV АК, заставив С. вновь отвести армию. 12 (25) июля сдал Бучач и Монастержиску, потеряв линию Стрыпы. К 15 (28) июля собрал армию в районе Гусятина.
16 (29) июля германская Южная армия перешла в наступление; XXXIV и XLI АК отбили атаку Бескидского корпуса, VII Сибирский АК и II гвардейский корпус сдержали XXV австро-венгерский корпус. 17(30) июля XXXIV и XLI АК контратакой сорвали новое наступление противника. 19 июля (1 авг.) XXII, XXXIV и XLI АК опрокинули Бескидский германский и XXV австро-венгерский корпуса, вернули Гусятин. В это время 7-я армия претерпевает украинизацию 104-й и 153-й дивизий (командиры — генерал-майоры Я.Г. Гандзюк и Ольшевский, корпусный командир — П.П. Скоропадский).
1917, 27 августа — Поддержал выступление генерала Л. Г. Корнилова и 2 сентября был арестован армейским комитетом во главе с комиссаром Д. П. Сургучёвым. 9 сентября отстранён от должности «за причастность к мятежу», заключён в Бердичевскую тюрьму, 11 сентября — «эвакуирован в Россию по состоянию здоровья», зачислен в резерв штаба Киевского военного округа. 29 января 1918 — уволен от воинской службы по состоянию здоровья.

### Гражданская война
В декабре 1918 призван в Красную армию, сотрудник комиссии по исследованию и использованию опыта войны при Всероглавштабе. В 1919 году несколько месяцев провёл под арестом в тюрьме по обвинению в принадлежности к подпольной офицерской организации. В августе — сентябре 1919 помощник командующего Южным фронтом и одновременно командующий ударной группой войск: 8-я армия (РККА) и часть 13-й армий, Воронежский укреплённый район, 2 дивизии). Участвовал в августовском наступлении против Добровольческой армии на Купянском направлении, в районе Белгорода и Волчанска, при отходе на линию Короча — Новый Оскол и на Обоянском направлении. Умело противостоял успешному наступлению Добровольческой армии генерала В.З. Май-Маевского и вывел всю группу из окружения, сохранив от полного разгрома.
Внезапно умер 17 сентября 1919 года. По официальной версии — от тифа, по другой — отравлен за сочувствие белым. Последовавший вскоре побег части штабных работников армии к генералу А.И Деникину усиливает это подозрение.
Имеются телеграмма В.И. Ленина от 16.09.1919 в Военный совет Южного фронта, в которой указывается на возможность измены Селивачёва. Однако версия Деникина, согласно которой Селивачёв сознательно подставлял красных под удар, едва ли согласуется с прямым и честным характером этого военачальника, каковым он предстаёт в воспоминаниях. Вопрос о том, мог ли Селивачев сознательно сорвать операцию, на основе документов противоборствующих сторон подробно проанализирован российским военным историком А. В. Ганиным в монографии «Последние дни генерала Селивачева» (М.: Кучково поле, 2012).

## Награды
- Кавалер орденов: Белого орла с мечами, св. Владимира 2 и 3 степени с мечами, Св. Георгия 4 ст.; Св. Станислава 1, 2 и 3 ст. с мечами; Св. Анны 1 ст. с мечами, награждён Высочайшим благоволением и Георгиевским оружием.
- Имеет: Румынский офицерский крест ордена Звезды 4-го класса, светло-бронзовую медаль с бантом в память русско-японской войны 1904—1905 гг., в память Отечественной войны 1812 г. и др.

## Семья
В. И. женат с 1894 г. на дочери протоиерея Марии Феодотовне Гордиевской, малорусского происхождения (30 декабря 1871 — 19 июня 1941), имел с ней 6 детей:
- Бориса (1895—1937, зоолог, расстрелян за «формирование вокруг себя лиц из социально-чуждой среды и высказывание антисоветских настроений среди окружающих»);
- Ксению (1896—1931, жену репрессированного Дмитрия Дмитриевича Зуева (1890—1931), мать троих сыновей: Владимира, Дмитрия, Ивана, болела туберкулёзом);
- Татьяну (1897—1915?);
- Михаила (1901—1936?);
- Константина (1903—1967, награждён орденом Ленина, орденом Трудового Красного Знамени, имел 5 детей Мария, Александр, Людмила, Елена, Михаил;
- Анастасию (1909 -?, замужем за Авивом Аросьевым).

Племянник — историк словесности Алексей Фёдорович Селивачёв (1887—1919).
Внук Дмитрий Дмитриевич Зуев — долголетний директор издательства «Просвещение», член коллегии Министерства просвещения РСФСР в 1970—1980-х гг.; правнук Сергей Сергеевич Селивачёв — известный в Петербурге фотограф и кинорежиссёр, теперь живёт в Финляндии.